# 모스크바 방송 차이코프스키 교향악단
모스크바 방송 차이코프스키 교향악단(러시아어: Большой симфонический оркестр имени П. И. Чайковского Московского радио, Tchaikovsky Symphony Orchestra of Moscow Radio)은 모스크바를 본거지로 하는 러시아의 대표적인 관현악단으로, 모스크바 방송 교향악단(Moscow Radio Symphony Orchestra)이라는 과거 명칭으로 잘 알려져 있다. 정식 명칭은 '모스크바 방송 표트르 일리치 차이코프스키 명칭 대 교향악단(Grand Symphony Orchestra named after Pyotr Ilyich Tchaikovsky of Moscow Radio)'이다.

## 역사
1930년에 소련 국영방송 산하 관현악단으로 창단되었으며, 초대 음악 감독으로 알렉산드르 오를로프가 임명되어 활동했다. 1936년에 이 악단을 모체로 소련 국립 교향악단이 창단되면서 동시에 조직 개편이 단행되었고, 이듬해 니콜라이 골로바노프가 음악 감독에 취임했다. 골로바노프는 1953년에 타계할 때까지 재임하면서 사실상 재창단된 악단의 연주력과 레퍼토리를 집중적으로 정비하고 확장했고, 독소전쟁 기간에도 악단의 현상 유지에 진력했다.
골로바노프의 후임으로는 알렉산드르 가우크가 임명되었고, 1961년까지 재임했다. 가우크의 후임으로는 30세의 젊은 지휘자였던 겐나디 로제스트벤스키가 음악 감독으로 전격 발탁되었고, 로제스트벤스키는 1974년까지 13년간 활동하면서 러시아/소련 음악 외에도 서방 국가들의 작품들을 적극적으로 레퍼토리에 추가시키고 적극적인 녹음 활동을 하는 등 악단의 체질 개선과 국제화에 주력했다.
로제스트벤스키의 후임으로는 당시 32세의 젊은 지휘자였던 블라디미르 페도세예프가 임명되었으며, 현재까지 약 30여 년 동안 장기 재임하고 있다. 이외에도 데니스 로토예프와 알렉세이 샤츠키가 각각 2000년과 2005년부터 부지휘자로 활동하고 있다. 1993년 러시아 문화성에 의해 현재의 명칭으로 개칭되었다.

## 주요 활동
소련 시절에는 위의 영어 약칭과 함께 소련 국립 라디오 텔레비전 교향악단(State Symphony Orchestra of USSR Radio and Television)이나 소련 국립 방송 교향악단(State Symphony Orchestra of USSR Radio), 전연방 라디오 텔레비전 교향악단(Symphony Orchestra of All-Union Radio and Television) 등의 복수 영어 명칭들로 해외에 알려져 혼란을 조장하기도 했다. 이외에 소련 국영방송 산하에 발레나 오페라 등 무대 작품의 공연을 전문으로 하는 별도의 악단이 함께 활동하기도 했다.
창단 목적에 걸맞게 방송 연주회에 주력하는 악단으로 활동했으며, 이오시프 스탈린스탈린 사후 해빙기에 발맞춰 외국 작품들의 연주도 활성화되었다. 음반 녹음은 골로바노프와 가우크 시대부터 소련 국영 음반사인 멜로디야에서 활발히 진행되기 시작했고, 로제스트벤스키 재임기에는 표트르 일리치 차이코프스키나 세르게이 프로코피예프 등 자국 작곡가 외에 장 시벨리우스, 벤저민 브리튼, 아르놀트 쇤베르크, 알반 베르크, 이고르 스트라빈스키 등 외국 혹은 망명 작곡가 작품들의 소련 초연/재연에도 많이 참여했다.
페도세예프도 레퍼토리의 국제화에 많은 기여를 했으며, 특히 루트비히 판 베토벤이나 안톤 브루크너, 요하네스 브람스, 구스타프 말러, 리하르트 바그너 등 독일계 음악 연주의 기량 향상에 주력하고 있다. 소련 정권 말기였던 1980년대에는 일본의 JVC를 필두로 해외 음반사들과도 녹음 작업을 시작했으며, 소련 붕괴 후에는 일본의 소니 클래시컬이나 포니캐년, 영국의 샨도스, 스위스의 렐리프, 미국의 RCA 등에서도 음반이 출반되고 있다. 1998년에는 피아니스트 백건우와 함께 RCA에서 세르게이 라흐마니노프의 피아노 협주곡 전집을 녹음했으며, 1999년에는 렐리프에서 창단 25주년 기념 전집을 제작하기도 했다. 주요 공연장으로는 차이코프스키 음악원 대강당을 사용하고 있다.

## 역대 음악 감독
- 알렉산드르 오를로프 (1930-1937)
- 니콜라이 골로바노프 (1937-1953)
- 알렉산드르 가우크 (1953-1961)
- 겐나디 로제스트벤스키 (1961-1974)
- 블라디미르 페도세예프 (1974-)